# 维萨鲁特·伊穆拉
维萨鲁特·伊穆拉（1997年10月18日—），泰国足球运动员，司职中场。現效力於泰超球会曼谷联 ，也代表泰国国家足球队。

## 荣誉

### 国家队
泰国U-19
- 東南亞足協U-19青年錦標賽：2015